# Oscilación Maldá
| Etapas del Holoceno     | Inicio, en años |
| Aumento de temperatura  | 10.000 a. C.    |
| Máximo del Holoceno     | 6000 a. C.      |
| Enfriamiento            | 2500 a. C.      |
| Periodo cálido medieval | 900 d. C.       |
| Pequeña Edad de Hielo   | 1300 d. C.      |
| Calentamiento global    | 1850 d. C.      |

Se conoce como Oscilación Maldá o Anomalía Maldá a un periodo de fuerte irregularidad climática sufrido por la península ibérica durante la última etapa de la Pequeña Edad de Hielo, a finales del siglo XVIII. La inestabilidad del clima dio lugar a una sucesión de sequías, tormentas, olas de frío y de calor, entre otros fenómenos atmosféricos. 

## Repercusiones
Las sequías, tormentas, olas de frío y de calor, junto con el crecimiento de la población, la falta de adecuadas medidas de higiene y otros factores derivados de las actividades productivas humanas, generaron un marco propicio para el arraigo de enfermedades y plagas. 

## Respuestas
En distintas ciudades del Levante español se produjeron reacciones entre médicos y autoridades para intentar paliar las consecuencias de estos episodios en la salud pública.